# Rubiales (Teruel)
Rubiales ist ein Ort und eine Gemeinde (municipio) mit 43 Einwohnern (Stand: 2024) im Südwesten der Provinz Teruel in der Autonomen Region Aragonien im östlichen Zentralspanien. 

## Lage und Klima
Rubiales liegt im Süden des Iberischen Gebirges etwa 19 km (Fahrtstrecke) westsüdwestlich der Stadt Teruel in einer Höhe von ca. 1165 m. Das Klima ist gemäßigt bis warm; Regen (ca. 454 mm/Jahr) fällt übers Jahr verteilt.

## Bevölkerungsentwicklung
| Jahr      | 1970 | 1981 | 1991 | 2001 | 2011 | 2021 |
| Einwohner | 68   | 28   | 58   | 53   | 62   | 42   |

Die Mechanisierung der Landwirtschaft sowie die Aufgabe bäuerlicher Kleinbetriebe und der daraus resultierende Verlust an Arbeitsplätzen führten in der zweiten Hälfte des 20. Jahrhunderts zu einem deutlichen Bevölkerungsrückgang (Landflucht).

## Sehenswürdigkeiten

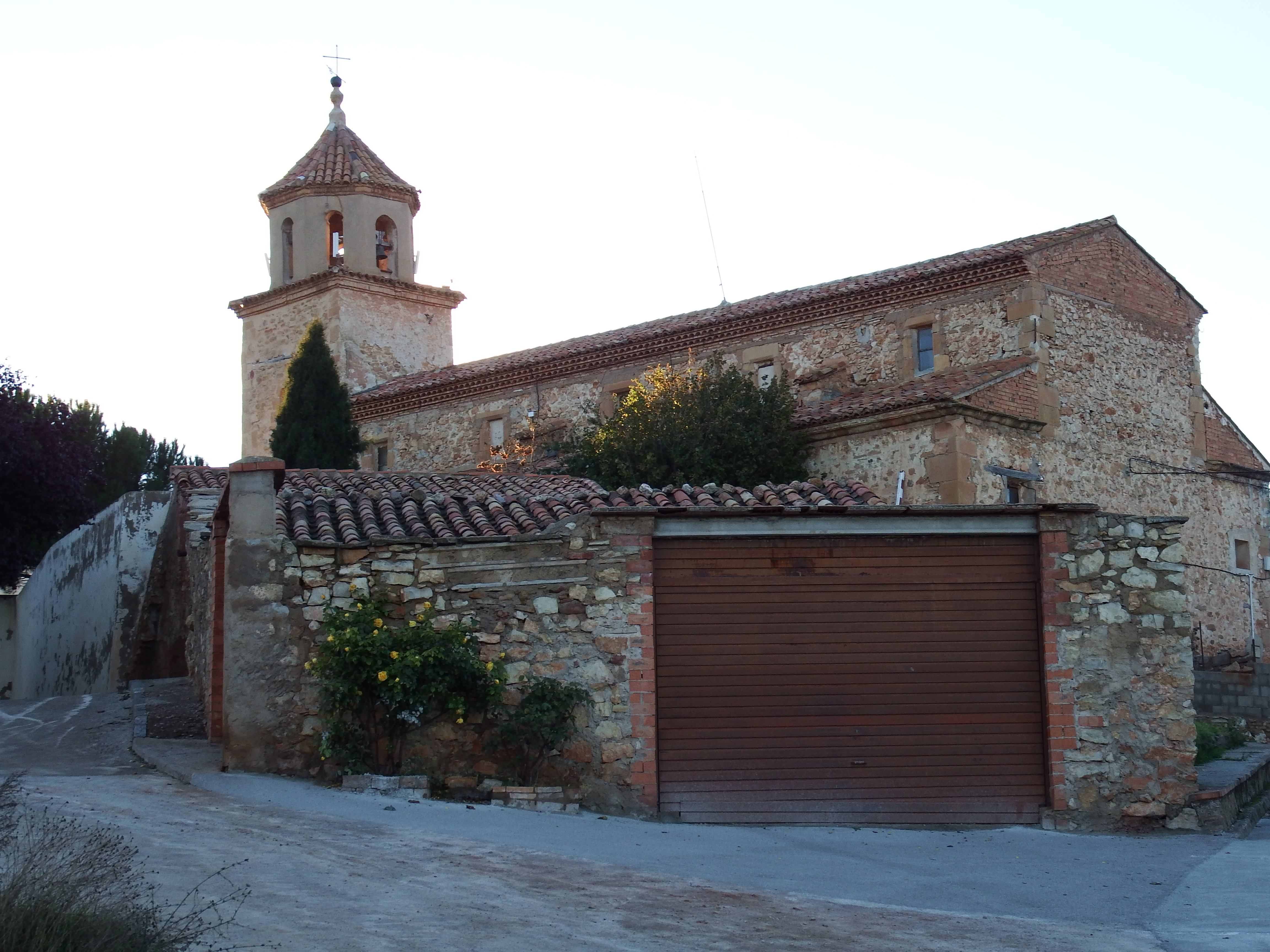
Kirche Mariä Himmelfahrt
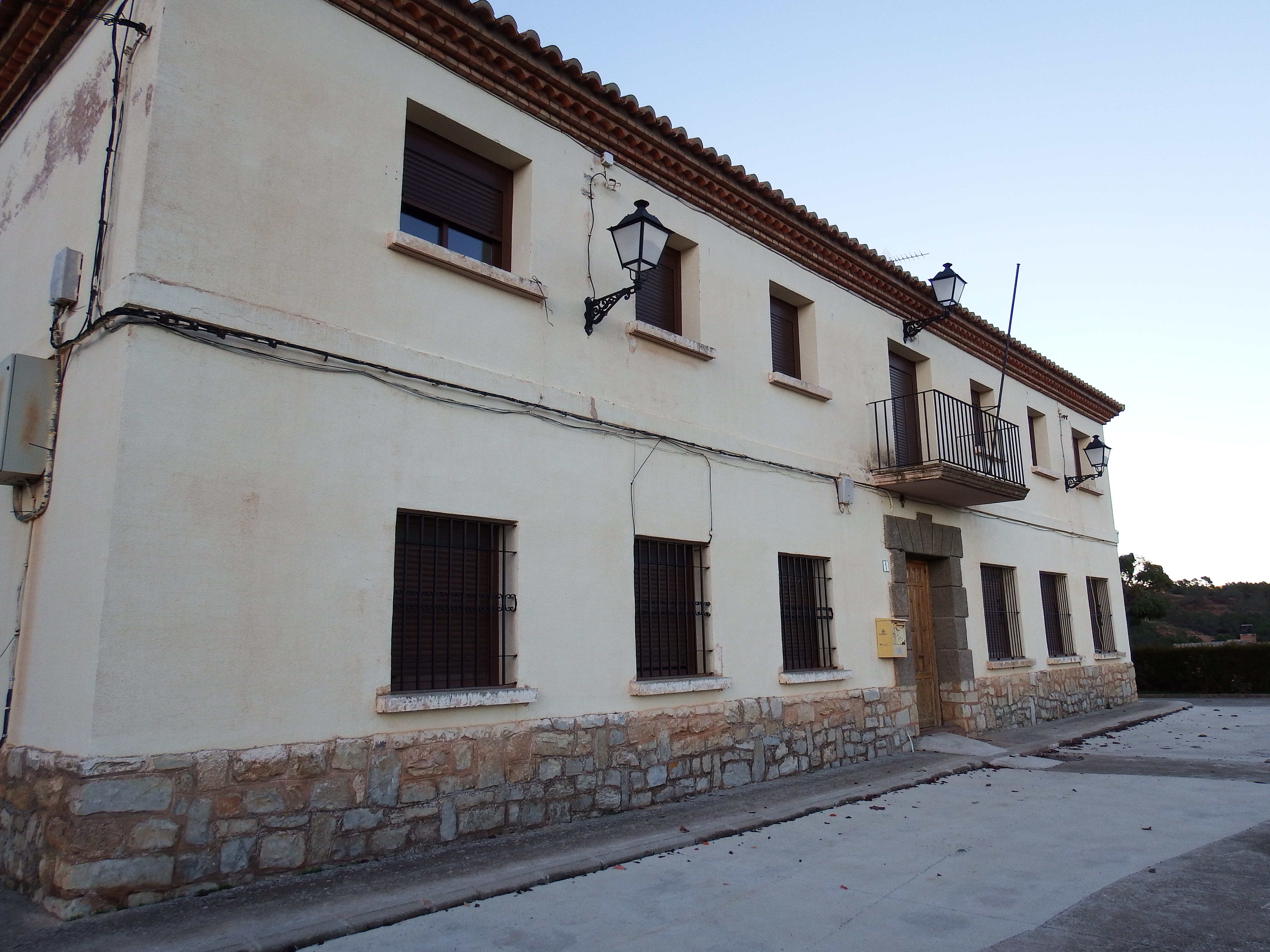
Rochuskapelle

- Kirche Mariä Himmelfahrt
- Rathaus